# Dux Typ S
Der Dux Typ S, der auch als Dux 17/50 PS bezeichnet wird, war ein Personenwagen-Modell der Oberklasse, das von 1917 bis 1926 gebaut wurde. Hersteller waren die Dux-Automobil-Werke-AG, die in der sächsischen Gemeinde Wahren beziehungsweise nach der Eingemeindung 1922 in Leipzig-Wahren ansässig waren. Der Dux Typ S hatte einen Vierzylindermotor mit 4,4 Liter Hubraum und folgte auf drei kleinere Vierzylindermodelle, die Dux bereits 1912 vorgestellt hatte. Im Jahr 1923 folgte das in etwa gleich große, zunächst parallel angebotene Sechszylinder-Modell Dux Typ R, auch 17/60 PS genannt.

## Hintergründe

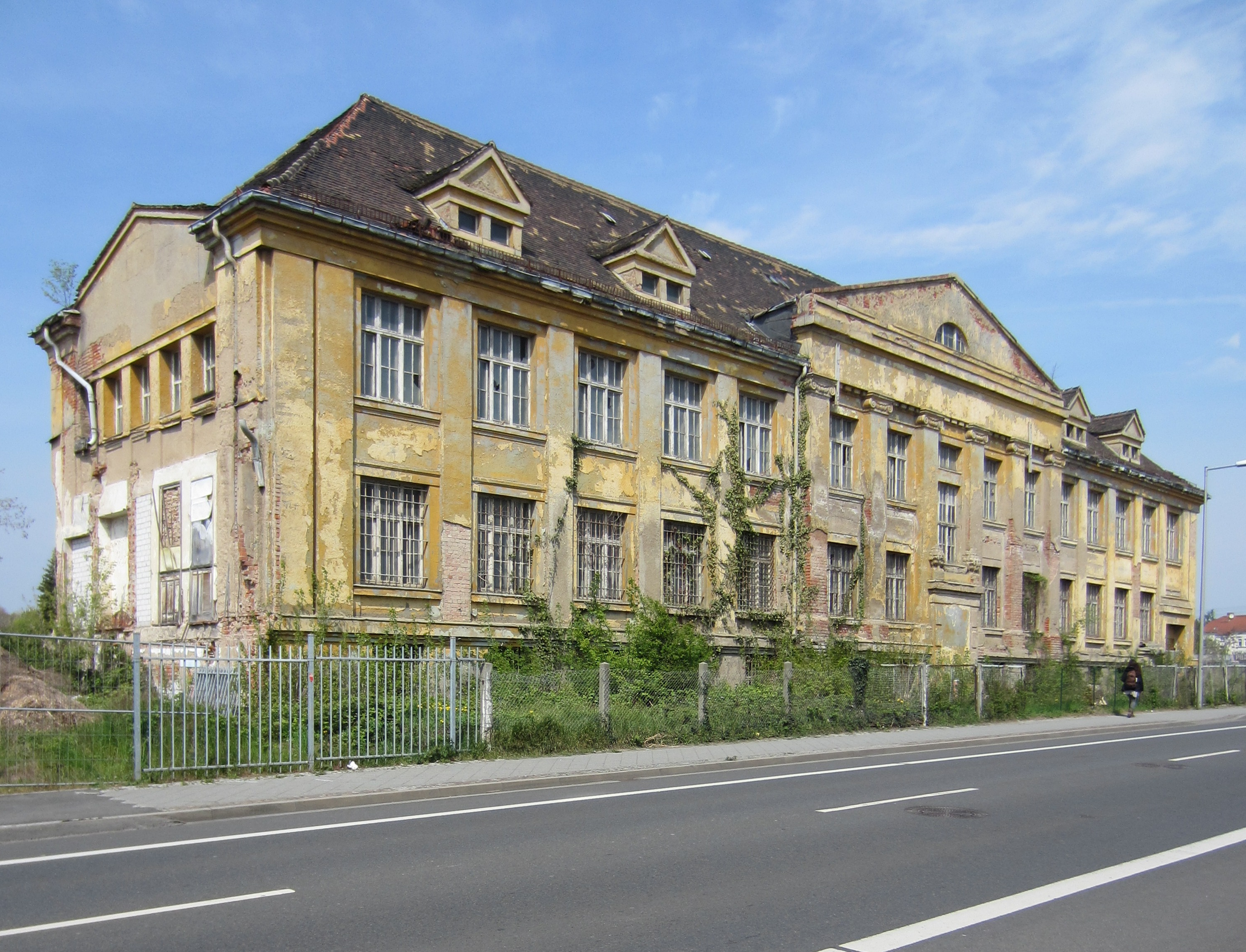
Das denkmalgeschützte, inzwischen verfallende ehemalige Verwaltungsgebäude der Dux-Automobil-Werke Linkelstraße 59, früher Bahnhofstraße, in Leipzig-Wahren im Mai 2016

Im letzten Jahrzehnt des 19. und den ersten des 20. Jahrhunderts stellten die Polyphon-Musikwerke in Wahren erfolgreich Musikautomaten, Spieldosen, Orchestrions und Schallplatten her. Bereits von 1904 bis 1908 hatte eine neu eingerichtete Automobilbauabteilung das Einzylinder-Modell Oldsmobile Curved Dash in Lizenz als Polymobil Gazelle gebaut; ihm waren zuletzt größere, selbst entworfene Polymobil-Modelle zur Seite gestellt worden. Seit 1909 trugen die neuen Personenwagen des Unternehmens den Markennamen Dux. Ab 1912 bestand das Angebot aus den Personenwagenmodellen Dux Typ F 6, Typ K 24 und Typ G 10 mit vier Zylindern und Hubräumen zwischen knapp 1,6 und 2,6 Liter. Hinzu kamen leichte bis mittlere Lastkraftwagen, die vor allem während des Ersten Weltkriegs in großen Stückzahlen entstanden.
Noch während des Krieges, am 19. September 1916, wurde die Automobilbauabteilung als Dux-Automobil-Werke-AG rechtlich verselbstständigt und es begannen die Planungen für zukünftige Friedenszeiten sowie eine Neuausrichtung des Modellprogramms.

## Die Modellgeschichte

Ein Dux Typ K 24 Landaulet, ein Vierzylinder mit gut 2,1 Liter Hubraum (1912–1918), der dem größeren Dux Typ S zeitlich vorausging

Der Dux Typ S (17/50 PS) wurde 1917, noch während des Ersten Weltkriegs vorgestellt. Die wirtschaftliche Lage im Deutschen Reich war jedoch kriegsbedingt schlecht und es herrschte Materialmangel. Insofern ist zweifelhaft, ob bis 1919 nennenswerte Stückzahlen des Modells entstanden. Nach einer zeitgenössischen Quelle präsentierte der Hersteller den Typ S erstmals auf der Leipziger Herbstmesse 1920 einer breiten Öffentlichkeit. Vor diesem Hintergrund nennen andere Quellen erst 1920 als Produktionsbeginn.
Als Oberklassemodell hatte der Dux Typ S keinen direkten Vorgänger im engeren Sinn. Er folgte auf drei deutlich kleinere Vierzylindermodelle, die Dux 1912 vorgestellt hatte und als Typ G 10 einen Hubraum von maximal 2,6 Liter besaßen; als letzter lief der kleinste Typ F 6 mit knapp 1,6 Liter Hubraum 1920 aus.
Parallel erfolgte 1918/19 der Zusammenschluss der Dux-Automobil-Werke-AG mit den Presto-Werken sowie den Lastkraftwagenherstellern Magirus und Vogtländische Maschinenfabrik (Vomag) zum Deutschen Automobil-Konzern (D.A.K). Dux sollte sich fortan auf Personenwagen der Oberklasse konzentrieren. Die Karosserieaufbauten hierfür bezog Dux teilweise von externen Karosseriebauunternehmen.
Nach einer Quelle wurde das großvolumige Vierzylindermodell bis 1926 gebaut. Demnach entstand es seit 1923 parallel zu dem in etwa gleich großen, moderneren, aber auch wesentlich teureren Sechszylindermodell Typ R, zuletzt möglicherweise nur noch aus vorrätigen Teilen. Mitunter nennen andere Quellen davon abweichend bereits 1924 als Produktionsende des Typ S.
Während der Produktionszeit erfolgte keine nennenswerte Weiterentwicklung des Oberklassemodells in technischer Hinsicht. In damaligen Werbeanzeigen pries Dux über den Deutschen Automobil-Konzern die Limousinen-Ausführung der Typen S und R als „den geräumigen, dauerhaften und geräuschlosen Personenwagen für Stadt und Reise“ an. Manche Werbeanzeigen waren künstlerisch gestaltet; sie wurden dementsprechend auch in Periodika für Kunstinteressierte veröffentlicht. Nähere Produktionszahlen sind nicht überliefert. Ausgehend von der Resonanz in den Medien und den Fertigungszahlen konkurrierender Modelle kann von zwei- bis niedrigen dreistelligen Stückzahlen ausgegangen werden. Soweit bekannt hat kein Exemplar des Dux Typ S bis heute überdauert.
Nur wenig ist zu der Geschichte der einzelnen Fahrzeuge bekannt, namentlich zu ihrem Verbleib und ihren jeweiligen Eigentümern. Im Jahr 1931 erwarb die Feuerwehr im nordsächsischen Wermsdorf eine Dux Typ S-Limousine als Gebrauchtwagen und nutzte sie bis 1952 als Motormannschafts- und -gerätewagen.
In fremdsprachigen Veröffentlichungen fand der Dux Typ S nur vergleichsweise wenig Resonanz. Der britische Fachbuch-Autor Baron Montagu of Beaulieu beurteilte das Erscheinungsbild des Oberklassemodells 1969 als „schwerfällig“ (englisch ponderous) und „uninspiriert“ (englisch uninspired); als seinen größten „Vorzug“ erwähnt er dessen „schiere Größe“ (englisch sheer bulk).

## Die Modellbezeichnung

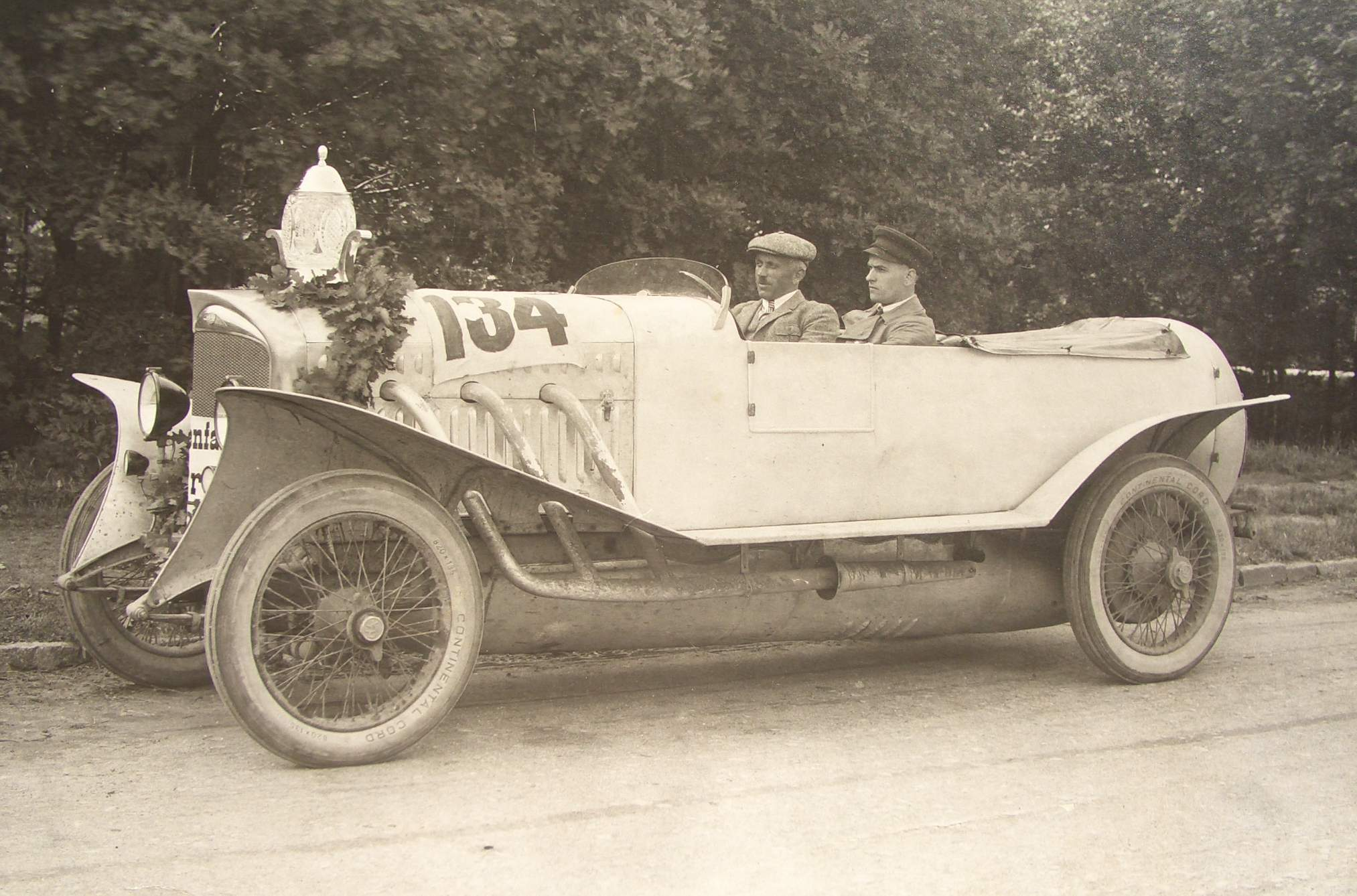
Das sechszylindrige Nachfolgemodell Dux Typ R (17/60 PS), hier in einer atypischen Sportversion, mit der der Fahrer Kaul 1924 die Sachsenfahrt gewann

Die Modellbezeichnung „17/50 PS“ nimmt – wie damals weit verbreitet – Bezug auf die Leistung. Die Angabe „17 PS“ steht für die Steuer-PS, die Angabe „50 PS“ für die tatsächliche Motorleistung in Pferdestärken.
Unklar ist dagegen der Hintergrund für die Modellbezeichnung „Typ S“. Bereits die ersten, von den Polyphon-Musikwerken entworfenen Polymobile von 1907 erhielten die Bezeichnung „Typ P“. Ab 1909 folgten die ersten Dux-Typen als „D 12“, „E 12“ und „G 21“, ab 1912 die Typen „F 6“, „G 10“ und „K 24“. Für Lastkraftwagen nutzte Dux verschiedene Typen-Bezeichnungen mit dem Bestandteil „L“ (LI, LK, LO, LT und ALZ je nach Nutzlast).
Eher unwahrscheinlich ist, dass „S“ auf (Gustav) „S“chürmann verweist, in Personalunion Leiter der Dux-Werke und Chefkonstrukteur; er war schon seit 1908 für den Automobilhersteller tätig und verantwortete bereits alle Typen ab „D“. Eher spekulativ ist ein Bezug zu Gustav „S“tresemann, dem stellvertretenden Aufsichtsratsvorsitzenden der Dux-Werke und inzwischen eine treibende Kraft des Unternehmens.
Ungewöhnlich ist, dass das sechszylindrige Nachfolgemodell des „Typ S“ die Typen-Bezeichnung „R“ trug. Dies könnte ein Indiz dafür sein, dass der Sechszylinder vor dem großvolumigen Vierzylinder projektiert, dann aber zurückgestellt wurde. Ursache könnte die problematische wirtschaftliche Lage im Deutschen Reich gegen Ende des Ersten Weltkriegs gewesen sein; in Betracht kommen aber auch offene technische Fragen bei dem teils innovativen Sechszylinder, so bei den Planungen für Kolben aus Leichtmetall oder einem selbst entworfenen Doppelvergaser.

## Die maßgeblichen Personen hinter demDux Typ S

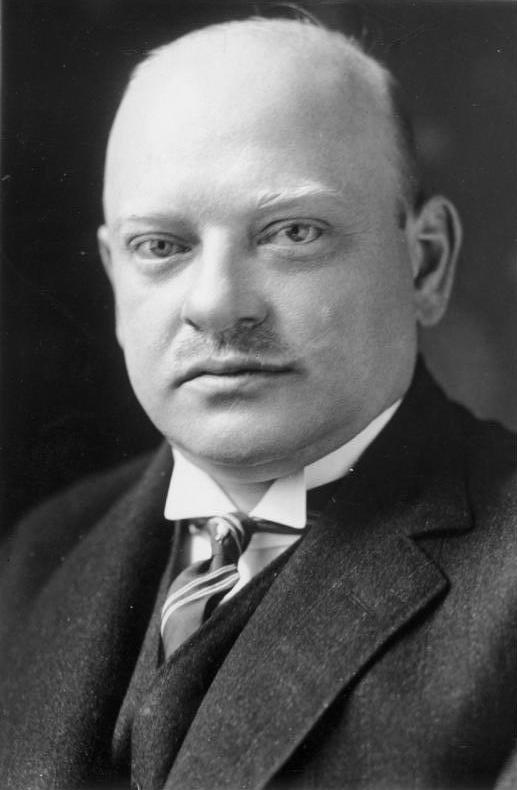
Gustav Stresemann – von 1916 bis 1923 nahm der Unternehmer und Politiker als Aktionär und stellvertretender Aufsichtsratsvorsitzender der Dux-Werke Einfluss auf die Entwicklung und den Bau des Dux Typ S

### Gustav Schürmann
Eine Person, die maßgeblich an der Entstehung des Dux Typ S beteiligt war, war der Diplom-Ingenieur Gustav Schürmann (1872–1962). Ehe er 1908 zur Automobilbauabteilung der Polyphon-Musikwerke stieß, war der im nordrhein-westfälischen Isselhorst geborene Schürmann bei der Fahrzeugfabrik Eisenach AG tätig, wo die Automobile der Marke Dixi entstanden. Bei den Dux-Automobil-Werken war er Werksleiter, Vorstandsmitglied der Aktiengesellschaft und Chefkonstrukteur insbesondere auch für den Typ S. Während seiner Tätigkeit bei Dux erhielt er 1921 ein Patent auf „Leichtmetallkolben für Verbrennungsmaschinen“ (DRP 369200) und 1925 die Ehrendoktor-Würde als „Dr.-Ing. E. h.“ durch die Universität Karlsruhe.

### Gustav Stresemann
Eine weitere Person, die eng mit den Dux-Automobil-Werken und dem Nachkriegsmodell Typ S verbunden ist, war Gustav Stresemann (1878–1929). Der industrielle Interessenvertreter, der bereits seit 1907 Abgeordneter des Reichstags war und später als Reichskanzler sowie Reichsminister des Auswärtigen eine politische Karriere machte, war in mehrfacher Weise mit Dux verbunden. Bei Kriegsende war er Aktionär der Polyphon-Musikwerke (zusammen mit seinem Parteifreund Hermann Paasche und dem Bankier Hans Arnhold), Aktionär der Dux-Automobil-Werke (zusammen mit dem Bankier Adolf Arnhold) und dort zugleich auch stellvertretender Aufsichtsratsvorsitzender. Über diese Positionen nahm er ab 1916 Einfluss auf die Neuausrichtung des Automobilherstellers auf das Oberklassesegment und die Ausgestaltung des Typ S. Über den von ihm initiierten Verband Sächsischer Industrieller konnte er zudem Akquise für den Oberklasse-Pkw betreiben. Sein unternehmerisches Engagement bei Dux und weiteren beendete er 1923 mit seiner Ernennung zum Reichskanzler.

## Die Technik
Bei der Entwicklung und der Fertigung des Dux Typ S (17/50 PS) griff das Unternehmen auf die bisherigen Erfahrungen und Erkenntnisse aus dem Bau kleiner bis mittlerer Lastkraftwagen sowie der seitherigen Personenwagen zurück. Namentlich das solide Chassis und der neue großvolumige Vierzylindermotor zeigten eine konstruktive Nähe zu den bis dahin gebauten Nutzfahrzeugen.
Der Dux Typ S war ein „stattlicher“ und „recht repräsentativer“ Personenwagen, ein „schöner, von liebevoller Sorgfalt geprägter Entwurf“, seine „Qualität war allgemein anerkannt.“ Im Vergleich zur Konkurrenz war er mit einem Kaufpreis von 13.200 Reichsmark für die Tourenwagen-Version vergleichsweise günstig, insbesondere in Relation zu den 22.000 RM für das sechszylindrige Nachfolgemodell Typ R (17/60 PS). Wegen der wirtschaftlichen Gesamtumstände und des fehlenden Renommees der Marke verkaufte er sich gleichwohl nur schleppend.
Vereinzelt wird das Fahrzeugmodell der gehobenen Mittelklasse zugeordnet, die Abmessungen, die erhältliche Ausstattung und die Motorisierung sprechen jedoch für eine Zuordnung zur Oberklasse.

### Das Chassis
Das separate Fahrgestell und das Fahrwerk des Dux Typ S waren für diese Zeit konventionell. Die Fußbremse wirkte rein mechanisch allein auf die Kardanwelle, eine damals noch übliche Lösung; auf Betriebsbremsen an den Rädern vorne oder hinten verzichtete das Modell hingegen. Standard waren Artillerieräder mit Holzspeichen, einzelne Fahrzeuge mit Sonderkarosserien tragen hingegen Drahtspeichenräder.
Der Radstand betrug 3500 Millimeter, die Spurweite vorne 1420 Millimeter und hinten 1400 Millimeter.

### Der Antrieb
Der Dux Typ S hatte einen wassergekühlten Vierzylinder-Reihenmotor mit seitlich stehenden Ventilen (SV-Ventilsteuerung). Aus einer Zylinderbohrung von 100 Millimeter und einem Kolbenhub von 140 Millimeter ergibt sich ein Hubraum von 4396 Kubikzentimeter. Der Motor leistete 50 PS (37 kW) bei zeittypisch moderaten 1800 Umdrehungen pro Minute. Die Kraft wurde über ein handgeschaltetes Vierganggetriebe weitergeleitet; ein solches hatte Dux anstelle der bis dahin üblichen Dreiganggetriebe bereits in dem von 1910 bis 1913 gefertigten Typ G 21 genutzt, einem Vierzylinder mit gut 2,0 Liter Hubraum. Der Schalthebel saß innen rechts direkt neben dem – wie damals noch üblich – rechts gelegenen Fahrersitz. Da er dort den Einstieg beeinträchtigte, wurde üblicherweise auf eine Tür vorn rechts verzichtet; der Fahrer stieg vielmehr von vorn links zu, weshalb der Beifahrersitz auf der linken Seite mitunter als Falt- oder Klappsitz ausgeführt ist. Der Gangwechsel erfolgte über eine Kupplung, die – noch typisch für diese Zeit – als Leder-Konus gestaltet war. Eine Kardanwelle trieb die Hinterräder an. Das Oberklassemodell erreichte eine Höchstgeschwindigkeit von 100 Kilometer pro Stunde. Ein aus heutiger Sicht ungewöhnliches Detail, das damals jedoch durchaus verbreitet war, war die Kraftstoffzuführung mit Hilfe des Abgasdrucks.
Eine Quelle nennt davon abweichend einen noch größeren Vierzylindermotor mit 4,7 Liter Hubraum; hierbei handelt es sich jedoch möglicherweise nicht um den tatsächlichen Hubraum, sondern denjenigen, der in der Klasse von 17 Steuer-PS technisch maximal möglich war. Andere Quellen geben einen Hubraum von 4,6 Liter beziehungsweise von 4860 Kubikzentimeter an, was aber gleichfalls nicht zu den überlieferten Zylinderabmessungen passt.
Bei der Internationalen Automobil-Ausstellung im niederländischen Den Haag 1921 präsentierte Dux den Typ S mit einer vom Motor angetriebenen Pneupumpe; das besondere und innovative Ausstattungsmerkmal ermöglichte es, die Reifen unterwegs mit Luft zu befüllen. Für länger anhaltende mediale Aufmerksamkeit sorgte 1920 die „Vergaserwettbewerbsfahrt“ des Sächsischen Automobilklubs unter Aufsicht des Instituts für Kraftfahrwesen der Technischen Hochschule Dresden. Bei diesem Verbrauchstest im gebirgigen Gelände mit sechs Insassen errang der Dux Typ S mit 9,24 Kilogramm Kraftstoff auf 100 Kilometer den 1. Preis für den geringsten Verbrauch unter 39 Fahrzeugen.

### Die Karosserie
Der Dux Typ S war mit unterschiedlichen Karosserien entsprechend den Wünschen und Vorstellungen der Käufer erhältlich. Zeittypisch war der modische Spitzkühler (bei dem senkrecht stehenden Kühler waren die rechte und linke Seite zueinander geneigt). Viele, wenn nicht alle Aufbauten stammten von externen, oft kleineren Karosseriebauunternehmen. Manche Aufbauten zeigten eine modische Zweifarblackierung. Die einfachste und leichteste Ausführung war ein offener viersitziger Tourenwagen; damit betrug das Leergewicht 1720 Kilogramm. Daneben sind diverse drei- und viertürige Sonderkarosserien mit vier bis sieben Sitzplätzen überliefert:
- Im Jahr 1921 kleidete der Karosseriebaubetrieb Seegers & Sohn aus Leipzig einen Dux Typ S (17/50 PS) mit einer Landaulet-Karosserie ein.[17]
- Im gleichen Jahr karossierte das Unternehmen S. S. Seehausen & Staar, Schlesienwerk im oberschlesischen Liegnitz einen Dux-Oberklassewagen als hochwertig ausgestattete Limousine, 1923 ein Modell als (Doppel-)Phaeton.[18]
- Ebenfalls 1923 gestaltete der Karosseriebaubetrieb Zander einen Dux Typ S (17/50 PS) als Phaeton.[19]
- Ab 1923 boten die Karosseriewerke Weinsberg G.m.b.H. im württembergischen Weinsberg eine hochwertig ausgestattete „Salon-Limousine“ auf dem Dux 17/50 PS-Chassis an; sie wurde als „Normal-Serien-Typ“ bezeichnet, also nicht allein als Einzelstück nur auf Bestellung gefertigt, auf Wunsch in damals noch ungewöhnlichen Farben wie „Lichtgrau“ statt des üblichen Schwarz.[20]
- Um 1923 kleidete das sächsische Karosseriewerk Gustav Hornig & Co. aus Meerane einen Dux-Oberklassewagen ebenfalls als aufwendig ausgestattete Limousine ein.[21]
- Im Jahr 1924 karossierte das Unternehmen Kruck-Werke GmbH mit Sitz in Frankfurt am Main und Wiesbaden einen Dux Typ S (17/50 PS) ebenfalls als Landaulet.[22]

Auch die Karosseriewerke August Zschau aus Leipzig kleideten jedenfalls zwischen 1913 und etwa 1924 regelmäßig Dux-Chassis ein, darunter auch zumindest ein Exemplar des sechszylindrigen Typ S-Nachfolgers als Dux Typ R-Tourenwagen. Vor diesem Hintergrund liegt die Vermutung nahe, dass Zschau auch Aufbauten für das Oberklassemodell Typ S (17/50 PS) fertigte.
Auch die Karosseriewerke Ludwig Kathe & Sohn aus Halle (Saale) im heutigen Sachsen-Anhalt arbeiteten mit Dux zusammen, ebenso die Karosseriewerke Ernst Dietzsch im sächsischen Glauchau. Auch diese beiden Unternehmen könnten daher Chassis des Dux Typ S eingekleidet haben.

## Datenblatt

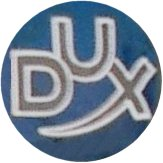
Das Dux-Logo

| Modell                | Dux Typ S (17/50 PS)                                                     |
| --------------------- | ------------------------------------------------------------------------ |
| Bauzeit               | 1917–1926                                                                |
| Aufbauten             | Tourenwagen, Limousine, Landaulet, Cabriolet je 3–4-türig und 4–7-sitzig |
| Motor                 | 4 Zylinder-Reihe (4-Takt)                                                |
| Ventile               | seitlich stehend (SV)                                                    |
| Bohrung × Hub         | 100 mm × 140 mm                                                          |
| Hubraum               | 4396 cm³                                                                 |
| Leistung              | 50 PS (37 kW) bei 1800/min                                               |
| Getriebe              | 4-Gang                                                                   |
| Schaltung             | rechts innen                                                             |
| Kupplung              | Lederkonus                                                               |
| Fußbremse             | mechanisch auf Kardanwelle                                               |
| Höchstgeschwindigkeit | 100 km/h                                                                 |
| Leergewicht           | 1720 kg (Tourenwagen) und mehr                                           |
| Länge                 | je nach Aufbau                                                           |
| Breite                | je nach Aufbau                                                           |
| Höhe                  | je nach Aufbau                                                           |
| Radstand              | 3500 mm                                                                  |
| Spur vorne / hinten   | 1420 mm / 1400 mm                                                        |
| Preis                 | 13.200 Reichsmark (Tourenwagen)                                          |

## Automobilhistorische Bedeutung desDux Typ Sund seine Konkurrenten
Der Typ S war das erste Oberklassemodell der Marke Dux, zudem das erste neue Dux-Modell nach der rechtlichen Verselbstständigung als Dux-Automobil-Werke-AG 1916 und gemeinsam mit dem konkurrierenden Oberklassemodell Dürkopp Typ P 16 (16/45 PS) eines der ersten neuen Personenwagenmodelle in Deutschland für die Nachkriegszeit. Er war eines der letzten Oberklassemodelle aus deutscher Produktion mit einem großvolumigen Vier- statt Sechs- oder Achtzylindermotor. Zudem war er das vorletzte Dux-Modell vor der Übernahme durch die Presto-Werke im Jahr 1926.
Beim Vertrieb und der Wartung war Dux vor allem auf Sachsen und angrenzende Regionen wie Thüringen, Brandenburg und Oberschlesien ausgerichtet. Dort konkurrierte der Dux Typ S mit den etwas kleineren, schwächeren Oberklassemodellen Mercedes 16/45 PS mit Schiebermotor, dem Benz 18/45 PS, dem Dürkopp Typ P 16 (16/45 PS) und schließlich ab 1920 auch dem Phänomen 16/45 PS. Geringfügig leistungsstärker beziehungsweise größer waren der Elite E 18, der Hansa-Lloyd Treff-Aß und ab 1921 der Adler 18/60 PS. Unter diesen wies allein der Hansa-Lloyd einen längeren Radstand auf. Die Zylinderbohrung von 100 Millimeter hat der Dux mit den meisten dieser anderen Modelle gemeinsam; allein der Phänomen blieb mit 97 Millimeter darunter, nur der Dürkopp und der Hansa-Lloyd in der Version von 1923 bis 1925 mit 101 bzw. 105 Millimeter darüber (bei geringerem Kolbenhub von „nur“ 130 Millimeter). Allein der Benz, der Elite und der Adler nutzten einen noch größeren Kolbenhub von 150 Millimeter.
Angesichts der wirtschaftlichen Entwicklung im Deutschen Reich bis zur Mitte der 1920er-Jahre erwies sich die Entscheidung der Marke Dux, sich nach dem Ersten Weltkrieg auf Personenwagen der Oberklasse zu fokussieren und zu beschränken, rückblickend als verfehlt. Der gegen Produktionsende zudem technisch rückständige Typ S trug damit maßgeblich zum Untergang von Dux als eigenständiger Automobilmarke bei.